# لیک کچام (واشینگتن)
لیک کچام (به انگلیسی: Lake Ketchum) یک منطقهٔ مسکونی در ایالات متحده آمریکا است که در شهرستان اسنوهومیش، واشینگتن واقع شده‌است. لیک کچام ۸٫۱ کیلومتر مربع مساحت و ۹۳۰ نفر جمعیت دارد و ۷۰ متر بالاتر از سطح دریا واقع شده‌است.